# Nosy Tsarabanjina
Nosy Tsarabanjina är en ö i Madagaskar. Den ligger i den norra delen av landet, 700 km norr om huvudstaden Antananarivo.